# مارتین ان. جانسون
مارتین ان. جانسون (به انگلیسی: Martin N. Johnson) سناتور سابق عضو حزب جمهوری‌خواه ایالات متحده آمریکا بود. وی در سال ۱۹۰۹ میلادی سناتور ایالت داکوتای شمالی در سنای ایالات متحده آمریکا بود.